# Henryk Kołodziejek
Henryk Ignacy Kołodziejek (ur. 6 stycznia 1905 r. w Siedlcach, zm. 21 kwietnia 1986 r. w Londynie) – podpułkownik pilot Wojska Polskiego, żołnierz Polskich Sił Powietrznych, kawaler Virtuti Militari, dowódca dywizjonu 301.

## Życiorys
Jako ochotnik zgłosił się do służby w odrodzonym Wojsku Polskim. Podczas wojny polsko-bolszewickiej służył jako ochotnik w Oddziale Łącznikowo-Wywiadowczym przy Dowództwie Frontu Północno-Wschodniego. Maturę zdał w 1925 r. w Gimnazjum im. Żółkiewskiego w Siedlcach. Odbył szkolenie wojskowe w 22. pułku piechoty i wstąpił do Oficerskiej Szkoły Lotnictwa w Grudziądzu. Ukończył ją z 65. lokatą i specjalnością  obserwator. 
Został przydzielony do Morskiego Dywizjonu Lotniczego, w którym służył w Morskiej Eskadrze Wielosilnikowej. 28 czerwca 1929 r., w załodze z bosm. pil. Henrykiem Wiechcińskim, na skutek mgły wodował przymusowo. Uszkodzona podczas wodowania maszyna została wzięta na hol przez ORP Kujawiak. Prawidłowo podjęta decyzja o lądowaniu uratowała maszynę i załogę, za co został wyróżniony pochwała dowódcy dywizjonu.
Od sierpnia 1929 r. do czerwca 1930 r. pełnił funkcję oficera uzbrojenia w MDL. 23 czerwca 1930 r. uległ wypadkowi lotniczemu na jeziorze w Kartuzach. Amfibia Lioré et Olivier LeO H.135B3, na skutek awarii silnika, uderzyła w sposób niekontrolowany o powierzchnię wody. Z powodu ciężkich obrażeń głowy był hospitalizowany od czerwca do września w Warszawie. We wrześniu 1930 r. znalazł się w załodze trzech łodzi latających Latham 43 HB 3, które odwiedziły z kurtuazyjną wizytą łotewskich lotników morskich w Lipawie.
W 1931 r. uzyskał dyplom pilota na kursie w Centrum Wyszkolenia Oficerów Lotnictwa, następnie powrócił do MDL. Kolejne szkolenie w zakresie pilotażu odbył w Dęblinie od kwietnia do sierpnia 1932 r. W 1932 r. wziął udział w budowie, na podstawie kadłubów dwóch łodzi latających CAMS-30 E, ślizgowca, który posłużył w MDL do szkolenia początkujących pilotów morskich. W marcu 1932 r. objął funkcję oficera taktycznego w MDL, to stanowisko zdał w lutym 1933 r. 1 marca 1935 w Szkole Specjalistów Lotniczych przy MDL pełnił funkcję kierownika kursu z zakresu specjalności strzelców płatowcowych.
W latach 1933–1934 pełnił funkcję adiutanta dowódcy dywizjonu. W maju 1935 r. został komendantem Ośrodka Przysposobienia Wojskowego Lotniczego na lotnisku Rumia, w maju 1936 r. objął dowodzenie nad Plutonem Towarzyszącym (PST) w MDL. Pod koniec tego roku został przeniesiony do 4. pułku lotniczego na stanowisko zastępcy dowódcy 41. eskadry liniowej. 
W 1938 r. został awansowany na stopień kapitana z 13. lokatą. W momencie wybuchu II wojny światowej pełnił funkcję oficera taktycznego eskadry w 41 eskadrze rozpoznawczej. 4 września poprowadził wyprawę bombową sześciu Karasi, które wsparły polskie oddziały bombardując siły Wehrmachtu. 9 września, w załodze z por. obs. Czesławem Malinowskim i st. szer. strz. Zygfrydem Blachowskim, dokonał rozpoznania na trasie Nasielsk-Ciechanów-Pułtusk-Maków Mazowiecki-Różan-Ostrów Maz.-Mława-Wyszków-Serock. W jego wyniku lotu wykryto liczne niemieckie siły pancerne. Wyniki rozpoznania przekazano niezwłocznie do sztabu.
Po agresji ZSRR na Polskę przedostał się przez Rumunię do Francji. Po jej klęsce został ewakuowany do Wielkiej Brytanii. Zgłosił się do służby w Polskich Siłach Powietrznych, otrzymał numer służbowy RAF P-1084.
Został skierowany do 4 Ferry Pilots Pool w Kemble. Od listopada 1940 roku był pilotem W 1 Air Observer Navigation School w Prestwick. W lipcu 1941 roku został przeniesiony do 2 Signal School w Yatesbury, ale ubiegał się o przydział do jednostki bojowej. W 1941 r. przeszedł przeszkolenie w 18 Operational Training Unit. Po jego ukończeniu otrzymał przydział do dywizjonu 301. 20 czerwca 1942 r. objął tam stanowisko dowódcy eskadry "A". W nocy z 2 na 3 lipca 1942 r. dowódca dywizjonu został zestrzelony podczas nalotu na Bremę. Następnego dnia Henryk Kołodziejek przejął jego obowiązki. Został skierowany na szkolenie w 2 School of Air Navigation, które zakończył 16 lipca. 23 września, po wylataniu tury operacyjnej, został przeniesiony do 2. Flying Instructor School na stacji RAF Montrose. Po przeszkoleniu na instruktora pilotażu służył od października 1942 r. w 16 Secondary Flying Training School. Z końcem 1943 r. został przeniesiony do Wydziału Wyszkolenia Dowództwa Sił Powietrznych, gdzie pełnił obowiązki referenta oraz szefa wyszkolenia. Po zakończeniu działań wojennych nie zdecydował się na powrót do Polski, pozostał na emigracji. Zmarł 21 kwietnia 1986 r. w Londynie.

## Ordery i odznaczenia
Za swą służbę otrzymał odznaczenia:
- Krzyż Srebrny Virtuti Militari nr 9463,
- Krzyż Walecznych – czterokrotnie,
- Medal Lotniczy – czterokrotnie,
- Srebrny Krzyż Zasługi,
- Brązowy Medal za Długoletnią Służbę,
- Medal Pamiątkowy za Wojnę 1918–1921,
- Polowa Odznaka Pilota.